# Christopher Nöthe
Christopher Nöthe (ur. 3 stycznia 1988 w Castrop-Rauxel) – niemiecki piłkarz występujący na pozycji napastnika w Arminii Bielefeld.

## Kariera
Nöthe jest wychowankiem FC Schalke 04. W czasie kariery juniorskiej występował także w VfL Bochum i Borussii Dortmund. W 2007 roku dołączył do kadry rezerw Dortmundu. W rozgrywkach Bundesligi zadebiutował 29 września 2007 roku w meczu przeciwko Karlsruher SC (1:3). W sezonie 2008/2009 przebywał na wypożyczeniu w Rot-Weiß Oberhausen. W lipcu 2009 roku odszedł za około 100 tysięcy euro do SpVgg Greuther Fürth. Od sezonu 2015/2016 występuje w Arminii Bielefeld.

### Statystyki klubowe
Aktualne na 22 maja 2018:
| Klub                 | Sezon              | Liga               | Liga  | Liga   | Puchar kraju | Puchar kraju | Europa | Europa | Inne  | Inne   | Suma  | Suma   |
| Klub                 | Sezon              | Liga               | Mecze | Bramki | Mecze        | Bramki       | Mecze  | Bramki | Mecze | Bramki | Mecze | Bramki |
| -------------------- | ------------------ | ------------------ | ----- | ------ | ------------ | ------------ | ------ | ------ | ----- | ------ | ----- | ------ |
| Borussia Dortmund    | 2007/2008          | Bundesliga         | 3     | 0      | 0            | 0            | –      | –      | –     | –      | 3     | 0      |
| Borussia Dortmund    | Ogólnie            | Ogólnie            | 3     | 0      | 0            | 0            | 0      | 0      | 0     | 0      | 3     | 0      |
| Rot-Weiß Oberhausen  | 2008/2009          | 2 Bundesliga       | 14    | 5      | 0            | 0            | –      | –      | –     | –      | 14    | 5      |
| Rot-Weiß Oberhausen  | Ogólnie            | Ogólnie            | 14    | 5      | 0            | 0            | 0      | 0      | 0     | 0      | 14    | 5      |
| SpVgg Greuther Fürth | 2009/2010          | 2 Bundesliga       | 34    | 15     | 4            | 2            | –      | –      | –     | –      | 38    | 17     |
| SpVgg Greuther Fürth | 2010/2011          | 2 Bundesliga       | 11    | 2      | 1            | 0            | –      | –      | –     | –      | 12    | 2      |
| SpVgg Greuther Fürth | 2011/2012          | 2 Bundesliga       | 28    | 13     | 5            | 2            | –      | –      | –     | –      | 33    | 15     |
| SpVgg Greuther Fürth | 2012/2013          | Bundesliga         | 13    | 0      | 1            | 0            | –      | –      | –     | –      | 14    | 0      |
| SpVgg Greuther Fürth | Ogólnie            | Ogólnie            | 86    | 30     | 11           | 4            | 0      | 0      | 0     | 0      | 97    | 34     |
| FC St. Pauli         | 2013/2014          | 2 Bundesliga       | 27    | 5      | 1            | 0            | –      | –      | –     | –      | 28    | 5      |
| FC St. Pauli         | 2014/2015          | 2 Bundesliga       | 23    | 5      | 2            | 2            | –      | –      | –     | –      | 25    | 7      |
| FC St. Pauli         | Ogólnie            | Ogólnie            | 50    | 10     | 3            | 2            | 0      | 0      | 0     | 0      | 53    | 12     |
| Arminia Bielefeld    | 2015/2016          | 2 Bundesliga       | 30    | 7      | 1            | 0            | –      | –      | –     | –      | 31    | 7      |
| Arminia Bielefeld    | 2016/2017          | 2 Bundesliga       | 13    | 1      | 3            | 0            | –      | –      | –     | –      | 16    | 1      |
| Arminia Bielefeld    | 2017/2018          | 2 Bundesliga       | 1     | 0      | 0            | 0            | –      | –      | –     | –      | 1     | 0      |
| Arminia Bielefeld    | Ogólnie            | Ogólnie            | 44    | 8      | 4            | 0            | 0      | 0      | 0     | 0      | 48    | 8      |
| Ogólnie w karierze   | Ogólnie w karierze | Ogólnie w karierze | 197   | 53     | 18           | 6            | 0      | 0      | 0     | 0      | 215   | 59     |